# Perfluoroctan
Perfluoroctan ist eine chemische Verbindung aus der Gruppe der Perfluorcarbone.

## Eigenschaften
Perfluoroctan ist eine farblose bis gelbliche Flüssigkeit, die unlöslich in Wasser ist.

## Verwendung
Perfluoroctan wird (wie auch Perfluordecalin) bei der operativen Behandlung einer Netzhautablösung am Auge als mechanisches Hilfsmittel, um die Netzhaut faltenfrei an den Augapfel anzudrücken, verwendet.
Laut Angaben der chemischen Industrie handelt es sich bei Perfluoroctan um eine von 256 PFAS mit kommerzieller Relevanz aus der OECD-Liste von 4730 PFAS.

## Analytik
Perfluoroctan kann mittels Massenspektrometrie nachgewiesen werden. Als Ionisierung eignen sich hierbei plasmabasierende Methoden, wie APCI oder DBDI.